# Susana Sussmann
Susana Sussmann (Valencia, España, 3 de diciembre de 1972) es una física y escritora de ciencia ficción venezolana.

## Trayectoria
Nació en España, pero creció en Caracas, Venezuela. Estudió en la Universidad Simón Bolívar, donde se licenció en Física. Está especializada en teoría de cuerdas, gravitación y metrología. Fue profesora de física en diferentes universidades venezolanas, como la Central de Venezuela y la Católica Andrés Bello. Trabajó en el Laboratorio de Metrología de Masa y fue coordinadora de calidad de la Fundación Instituto de Ingeniería para desarrollo tecnológico, que depende del Ministerio del poder popular para la ciencia y tecnología de Venezuela.
Como escritora, la obra de Sussmann se enmarca dentro del género de ciencia ficción y fantasía. Forma parte de la Asociación Venezolana de Ciencia Ficción y Fantasía. En 2005, creó la Tertulia caraqueña de ciencia ficción, fantasía y terror (TerCa), inspirada en las que se realizan en Madrid desde 1990. Un año después, en 2006, inició su andadura como editora de la revista electrónica Crónicas de la Forja, especializada en ciencia ficción, fantasía y terror; y como coordinadora del taller literario Los forjadores. Además es redactora del blog de la revista estadounidense Amazing Stories.
En 2014, creó el Concurso venezolano de literatura fantástica y ciencia ficción «Solsticios», con el propósito de premiar a escritores venezolanos de relatos del género fantástico, en las categorías de cuento de ciencia ficción y cuento de fantasía.
Ha participado en eventos representando a su país, como el III encuentro internacional de ciencia ficción, celebrado en Ecuador en 2013, o el II encuentro internacional de narradores realizado en Caracas en 2015. Año en el que también, participó en el comité editorial que seleccionó los 8 relatos que formaron parte de 12 grados de latitud norte: antología de ciencia ficción venezolana, que se publicó con motivo del 30 aniversario del club de ciencia ficción de la Universidad Simón Bolívar.
Su conferencia La ciencia-ficción venezolana de hoy, verdadero amor al arte, se presentó en 2006 en México y en 2011 en el Congreso de fantasía y ciencia ficción Espacio Abierto, celebrado en Cuba. Este mismo año, una versión ampliada de dicha conferencia se publicó en la edición nº 23 de la Revista Istmo, y en la edición nº 3 de la revista digital de literatura fantástica y de ciencia ficción, Korad.

## Obra

### Antologías
- 2000 - Antología Visiones 2000. Antología anual de literatura fantástica española. Relato La esperanza es lo último que se pierde.[19]
- 2018 - Poshumanas y distópicas. Antología de escritoras españolas de ciencia ficción. Relato Bifurcaciones, en el volumen Distópicas. Libros de la Ballena. ISBN 9788483446249.[7][20][21]
- 2021 - El tercer mundo después del sol: Antología de ciencia ficción latinoamericana. Relato Dos transmigraciones. ISBN 9789584291172.[22][23][24][25]

## Premios
En 2005, Sussmann obtuvo el 2º premio en el concurso Quenta-Mellon que otorga la Sociedad Tolkien Uruguaya, por su relato De Carachdraug y Gorgûl.